# Burg Gräfenberg
Die Burg Gräfenberg ist die ältere der beiden ehemaligen Burganlagen in Gräfenberg im oberfränkischen Landkreis Forchheim in Bayern. Die Burg ist heute abgegangen und lag im Bereich der Bahnhofstraße 11 bis 21.
Von der 1477 erstmals erwähnten Burganlage wurden die letzte Reste ab 1563 beseitigt.